# Achryson unicolor
Achryson unicolor là một loài bọ cánh cứng trong họ Cerambycidae.